# Rabiga Kuszajewa
Rabiga Jangułowna Kuszajewa (ros. Рабига Янгуловна Кушаева; ur. w 1901, zm. w 1937) – baszkirska nauczycielka i działaczka na rzecz praw kobiet.
Kuszajewa urodziła się w 1901 roku we wsi Chasanowo w guberni samarskiej, obecnie rejon bolszeczernigowski w obwodzie samarskim. Pracowała na wsi jako nauczycielka. Uczestniczyła w pierwszym ogólnobaszkirskim zjeździe w Orenburgu, który rozpoczął się 20 lipca 1917 roku. W zjeździe wzięło udział około 70 przedstawicieli Baszkirów z guberni orenburskiej, permskiej, samarskiej i ufijskiej, a jego rezultatem był wybór Baszkirskiej Rady Obwodowej. W swojej przemowie Kuszajewa mówiła o potrzebie równouprawnienia kobiet, argumentując, że kobiety są „matkami narodu”. Na początku lat 20. była instruktorką Żenotdiełu (sowieckiego urzędu do spraw kobiet) w Sterlitamaku. Na początku lat 30. wysłano Kuszajewą do pracy w Moskwie; tam zginęła w niewyjaśnionych okolicznościach w 1937 roku.